# 孙晓磊
孙晓磊（1986年1月12日—），上海人，中国男子游泳运动员。
2008年北京奥运会中国体育代表团成员。教练是叶瑾，主攻短距离仰泳。

## 主要成绩
- 2007年 全国游泳锦标赛 50米仰泳 第一名
- 2008年 全国游泳锦标赛 50米仰泳 第一名
- 2008年 全国游泳锦标赛 100米仰泳 第一名

## 主要记录
- 亚洲纪录 23.73 2008年世界短池游泳锦标赛 50米仰泳